# 江籠裕奈
江籠裕奈（2000年3月29日—）出生于愛知縣，日本偶像團體SKE48Team KII成員，目前屬於Zest事務所，为SKE48 Team KII的成员。

## 生平
江籠裕奈是在2011年10月16日時通過SKE48第5期生甄選，獲得暫定合格的資格，其甄選會中演唱的自選曲為生物股长的作品《YELL》。隔月的11月26日，江籠於「SKE48 Request Hour Set List Best 50 2011」（SKE48 リクエストアワーセットリストベスト50 2011）演唱會的第一天日程中，與其他12名五期研究生一同公開亮相，正式進入演藝界。2013年4月13日，在日本碍子HALL举办的演唱会“SKE48 春季演唱会2013“不变的，是那友情””（SKE48 春コン2013「変わらないこと。ずっと仲間なこと」）中，SKE48宣布了将要将队伍打散重新组队，而由于有成员毕业，江籠也与其他8名研究生一起升格为正式成员。在7月17日，SKE48的新体制正式施行，江籠也正式进入了Team S。

## 歌曲作品

### SKE48單曲CD
|      | 發行 日期      | 單曲名稱                 | 參與歌曲名稱                    | 分隊名義 | 收錄 版本            | MV | 備註             |
| ---- | -------------- | ------------------------ | ------------------------------- | -------- | -------------------- | -- | ---------------- |
| 8th  | 2012年 1月25日 | 單戀Finally （片想いFinally）         | 迄今為止的事、從今以後的事 （今日までのこと、これからのこと） |          | Type-A Type-B Type-C | 否 | 參與時仍為研究生 |
| 9th  | 2012年 5月16日 | I love you 我愛你！ （アイシテラブル!） | 耀眼的晴空 （目が痛いくらい晴れた空）                 | 研究生   | Type-A Type-B Type-C | 否 | 參與時仍為研究生 |
| 10th | 2012年 9月19日 | 即使接吻也是左撇子 （キスだって左利き）  | 体育馆的早餐 （体育館で朝食を）               | 白組     | Type-A 劇場盤        | 是 |                  |
| 11th | 2013年 1月20日 | 巧克力的奴隸 （チョコの奴隷）        | 冬天的海鸥 （冬のかもめ）                 | 白組     | Type-C               | 否 |                  |
| 12th | 2013年 7月17日 | 美麗的閃電 （美しい稲妻）          | JYURI-JYURI BABY                | Team S   | Type-A               | 是 |                  |

### SKE48專輯CD
|     | 發行 日期      | 專輯名稱                | 參與歌曲名稱  | 分組名義 | 備註             |
| --- | -------------- | ----------------------- | ------------- | -------- | ---------------- |
| 1st | 2012年 9月19日 | 不會忘記這天的鐘聲 （） | 以前的你 （その先に君がいた） | 研究生   | 參與時仍為研究生 |
| 1st | 2012年 9月19日 | 不會忘記這天的鐘聲 （） | SKE48         |          | [ 註 2 ]         |

### AKB48單曲CD
|      | 發行 日期      | 單曲名稱      | 參與歌曲名稱      | 分隊名義      | 收錄 版本 | MV | 備註 |
| ---- | -------------- | ------------- | ----------------- | ------------- | --------- | -- | ---- |
| 27th | 2012年 2月15日 | 格子花紋 （ギンガムチェッ） | 那一天的風鈴 （あの日の風鈴） | Waiting Girls | 劇場盤    | 否 |      |

### AKB48專輯CD
|     | 發行 日期      | 專輯名稱 | 參與歌曲名稱          | 分組名義                | 備註           |
| --- | -------------- | -------- | --------------------- | ----------------------- | -------------- |
| 4th | 2012年 8月15日 | 1830m    | 藍天 不會寂寞嗎? （青空よ 寂しくないか?） | AKB48+SKE48+NMB48+HKT48 | 此曲为大合唱曲 |

### 劇場公演
江籠是下列的公演小組曲（unit曲）的參與成員：
- SKE48 研究生公演“想见你”公演 （逆上がり）
  - 《玻璃般的我爱你》（ガラスの I LOVE YOU）
  - 《从背后紧紧相拥》（背中から抱きしめて）
  - 《里约的革命》（リオの革命）
- SKE48 Team S 4th Stage 「RESET」
  - 《为了明天而接吻》（明日のためにキスを）：在SKE48组阁之后，江籠成为了Team S的成员，她在《为了明天而接吻》一曲中，以队内最年少成员的身份與佐藤圣罗、大矢真那與出口阳等大龄成员成員一同演出。

## 電視節目
- SKE48的世界征服女子2（SKE48の世界征服女子2)
  - 在2013年9月10日播出的第24集中与Team E成员市野成美合作进行了“江籠裕奈＆市野成美的竞猜抢答”（江籠裕奈＆市野成美の早押しクイズ）这一环节

## 脚注

### 注解
1. ↑  此曲為唱片發行時的SKE48全體成員所一起參與演唱的大合唱曲。
2. ↑  此為收錄於專輯附贈DVD內的「63個人的種種回憶」單元的其中一部份。總片長122分鐘的此單元是由SKE48全體63個成員，每個人各自從SKE的作品中选择一首歌曲，拍摄成一段约2分钟長的音乐影片後再串成完整的影像，其中江籠选择的是的是SKE48的同名曲，研究生好想見你公演中的乐曲《SKE48》，并由青木亮二导演影片。
3. ↑  Waiting Girls是由171名有參與第四次總選舉但沒有入圍前64名的圈外成員所共同組成，演唱大合唱曲《那一天的風鈴》。